# Tổng giáo phận Nagasaki
Tổng giáo phận Nagasaki (カトリック長崎大司教区 (Catholic Trường Kỳ Đại ti Giáo khu) Katorikku Nagasaki daishikyō-ku) (tiếng Latinh: Archidioecesis Nagasakiensis) là một tổng giáo phận của Giáo hội Công giáo Rôma ở Nhật Bản.
Tổng giáo phận được thiết lập qua việc Giáo hoàng Piô IX chia tách Hạt Đại diện Tông Tòa Nhật Bản thành Hạt Đại diện Tông tòa Bắc Nhật Bản và Hạt Đại diện Tông tòa Nam Nhật Bản vào ngày 22 tháng 5 năm 1876. Nó được Giáo hoàng Lêô XIII nâng lên thành Giáo phận Nagasaki vào ngày 15 tháng 6 năm 1891. Đến năm 1927, Hạt Phủ doãn Tông tòa Kagoshima và Giáo phận Fukuoka được thiết lập từ giáo phận Nagasaki. Ngày 4 tháng 5 năm 1959, giáo phận Nagasaki được Giáo hoàng Gioan XXIII nâng lên thành Tổng giáo phận.
Tổng giáo phận hiện được cai quản bởi Tổng giám mục Phêrô Nakamura Michiaki (từ 2021).

## Các địa danh trong tổng giáo phận

### Các nhà thờ và tu viện lớn
- Vương cung thánh đường Ōura

## Các đời giám mục quản nhiệm
| STT                                | Tên                                | Thời gian quản nhiệm               | Ghi chú                            |
| Hạt Đại diện Tông tòa Nam Nhật Bản | Hạt Đại diện Tông tòa Nam Nhật Bản | Hạt Đại diện Tông tòa Nam Nhật Bản | Hạt Đại diện Tông tòa Nam Nhật Bản |
| ---------------------------------- | ---------------------------------- | ---------------------------------- | ---------------------------------- |
| 1 †                                | Bernard-Thadée Petitjean           | 1876-1884                          |                                    |
| 2 †                                | Joseph-Marie Laucaigne             | 1876-1885                          |                                    |
| 3 †                                | Jules-Alphonse Cousin              | 1885-1891                          |                                    |
| Giáo phận Nagasaki                 |                                    |                                    |                                    |
|                                    | Jules-Alphonse Cousin              | 1891-1911                          |                                    |
| *                                  | Trống tòa                          | 1911 - 1912                        |                                    |
| 4 †                                | Jean-Claude Combaz                 | 1912-1926                          |                                    |
| *                                  | Trống tòa                          | 1926 - 1927                        |                                    |
| 5 †                                | Januarius Hayasaka Kyunosuke       | 1927-1937                          |                                    |
| 6 †                                | Phaolô Yamaguchi Aijiro            | 1937-1959                          |                                    |
| Tổng giáo phận Nagasaki            |                                    |                                    |                                    |
|                                    | Phaolô Yamaguchi Aijiro            | 1959-1968                          |                                    |
| 7 †                                | Giuse Satowaki Asjiro              | 1968-1990 1979-1996                |                                    |
| 8 †                                | Giuse Matsunaga Hisajiro           | 1977-1990                          |                                    |
| 9 †                                | Phanxicô Xaviê Shimamoto Kaname    | 1990-2002                          |                                    |
| 10                                 | Giuse Takami Mitsuaki              | 2002-2003 2003-2021                | Giám mục phụ tá Tổng giám mục      |
| 11                                 | Phêrô Nakamura Michiaki            | 2019-2021 2021-nay                 | Giám mục phụ tá Tổng giám mục      |

Ghi chú:
- : Hồng y
- : Tổng giám mục (phó)
- : Giám mục chính tòa
- : Giám mục phó, Giám mục phụ tá, Đại diện tông tòa
- : Giám quản tông tòa